# 荒川区立ひぐらし小学校
荒川区立ひぐらし小学校（あらかわくりつひぐらししょうがっこう）は、東京都荒川区西日暮里2丁目にある公立小学校。

## 沿革
- 1988年（昭和63年）3月17日 - 荒川区議会において、第四日暮里小学校と真土小学校を統合し、新校設立を可決。
- 1989年（平成元年）4月6日 - 開校。ただし、この時点では、校舎は完成しておらず、旧真土小学校校舎を使用した。
- 1991年（平成3年）4月1日 - 旧第四日暮里小学校跡地に新校舎完成。
- 1992年（平成4年）10月17日 - 校舎落成記念式典挙行。
- 1999年（平成11年）
  - 8月31日 - 校庭整備並びに全天候型改修工事完了。
  - 11月20日 - 創立10周年記念式典挙行。
- 2009年（平成21年）11月8日 - 創立20周年記念式典挙行。
- 2016年（平成28年）4月1日 - 東京都教育委員会オリンピック・パラリンピック教育推進校。
- 2019年（令和元年）11月30日 - 創立30周年記念式典挙行。

## 教育目標
- 「げんきで なかよく かしこい子」

## 通学区域
出典
- 東日暮里6丁目（22番8号～22番13号、23番5号～23番14号、24番～39番、40番9号～40番20号、48番6号～48番12号、49番～52番、54番）
- 西日暮里1丁目（3番～10番、19番～33番、46番）
- 西日暮里2丁目（1番～54番）

## 進学先中学校
出典
公立中学校に進学する場合
- 荒川区立諏訪台中学校

## 学校周辺
- 荒川区立日暮里ひろば館
- スターツケアサービス（株）日暮里きらきら保育園 - 進学前保育園のひとつ
- 荒川区立諏訪台中学校 - 主な進学先中学校
  - 本校舎・第1グラウンド
  - 第2グラウンド
    - なお、「本校舎・第1グラウンド」と「第2グラウンド」は離れている。
- いなげや荒川西日暮里店
- まいばすけっと西日暮里2丁目店
- 国際理容美容専門学校

## アクセス
- 東日本旅客鉄道（JR東日本）山手線・京浜東北線・常磐線、京成電鉄本線「日暮里駅」東口から、約400m・約6分。
- 東京都交通局日暮里・舎人ライナー「日暮里駅」尾久橋通り口から、徒歩330m・約5分。
  - なお、東日本旅客鉄道（JR東日本）山手線・京浜東北線、東京メトロ千代田線と東京都交通局日暮里・舎人ライナーの「西日暮里駅」からもアクセス可能。